# Urzulei
Urzulei (Orthullè in sardo) è un comune italiano di 1 038 abitanti della provincia dell'Ogliastra, che si trova a 511 m s.l.m.

## Geografia fisica

### Territorio

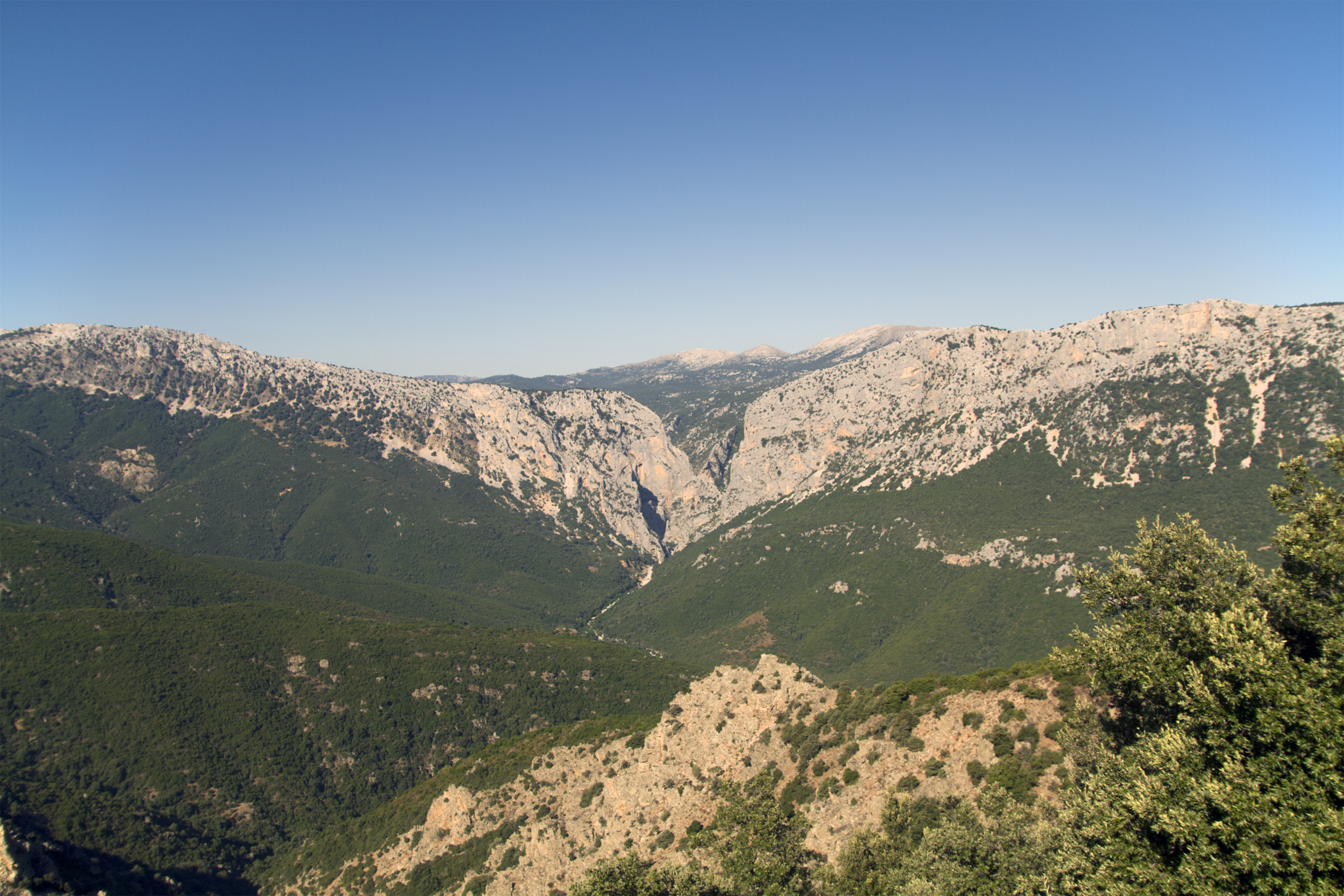
Gola di Gorropu

Il territorio di Urzulei ricade per larga parte nella regione del Supramonte, caratterizzata dall'alternanza tra pareti calcaree scoscese, boschi di lecci e macchia mediterranea.
Nel confine tra Urzulei e Orgosolo è la Gola di Gorropu, che con i suoi 490 metri di profondità e 1,5 km di lunghezza è annoverata tra i canyon più grandi d'Europa.
I boschi sono popolati da mufloni, cinghiali, ghiri, volpi e diverse specie rapaci. In ambito zoologico è importante ricordare la presenza del geotritone, un anfibio che vive nelle numerose grotte del territorio urzuleino.
Il territorio di Urzulei ospita tra le 250 e le 300 grotte, tra le quali la grotta di Su Palu, parte di un sistema carsico lungo 70 km che arriva fino alla Grotta del Bue Marino.
In località Abiladesti, si erge una maestosa vite selvatica (Vitis Silvestris, sandalu in dialetto locale), di 60 cm di diametro, ritenuto l’esemplare più antico del mondo. Piante di questo tipo sono presenti soprattutto nella vallata di Codula (o Codula Ilune). In località Sedda ar Bacas è presente invece una pianta di tasso alta 12 metri circa, e di età stimata intorno ai 500 anni.
Urzulei è parte della zona blu sarda, area in cui la speranza di vita è notevolmente più alta rispetto alla media mondiale.

## Origini del nome
Secondo alcune teorie, l'etimologia del nome deriverebbe da una radice del protosardo (urdh) che significherebbe rampicante o edera. Appare tuttavia evidente che questa interpretazione etimologica non trovi necessariamente riscontro nella radice del nome originale del paese (Orthullè) e non Urzulei(più moderna italianizzazione del toponimo sardo Orthullè).
Diversi toponimi nel territorio di Urzulei segnalano che il paese fu oggetto di visita da parte di San Giorgio di Suelli, attuale patrono del paese. Tra questi Sa Sedda de Santu Giorghi, località che sovrasta il paese.

## Storia

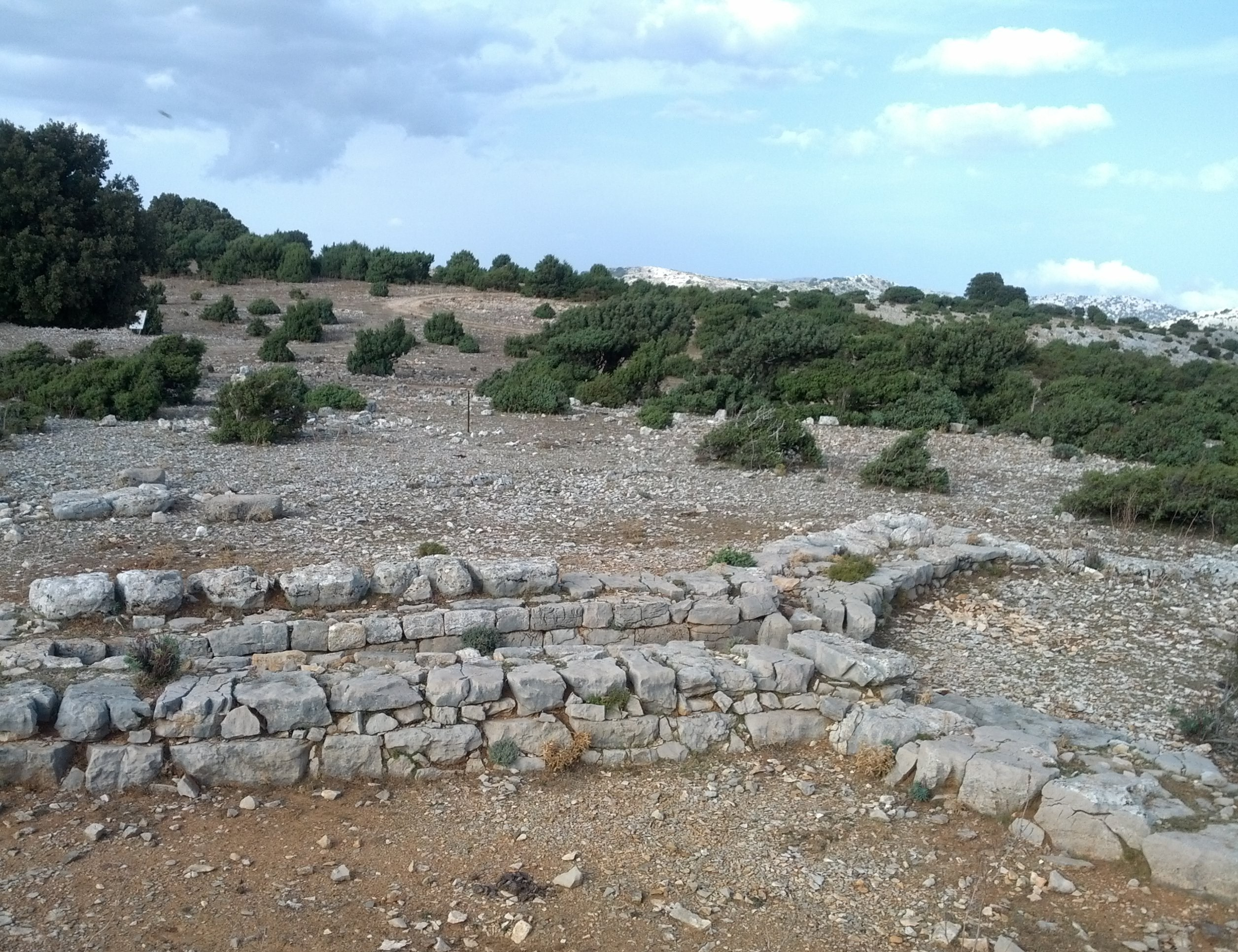
Tomba dei giganti di S'Arena

Il territorio di Urzulei era popolato sin dall'epoca nuragica, come dimostrano i ritrovamenti archeologici, e aveva probabilmente un collegamento con la costa nell'insenatura di Ilune (Cala Luna).
Nel VI secolo d.C. stando al Zedda, anche Urzulei fu interessato dalla deportazione dei Goti sconfitti per mano dei bizantini.
Nel medioevo Urzulei fece parte del Giudicato di Cagliari, nella curatoria d'Ogliastra.
Nel XV secolo, stando alle ricerche di Marisa Azuara, fu ricompreso per un breve periodo nel comprensorio di "Terra Rubra" del Marchesato di Oristano che ricomprendeva il circondario di Tortolì e forse anche Dorgali. Il Marchesato di Oristano nel XV secolo era uno stato nello stato, con stretti rapporti con la Repubblica di Genova. È probabile che Urzulei fece parte del comprensorio di "Terra Rubra" e che successivamente dopo la sconfitta di Leonardo Alagon fu inglobato nel Marchesato di Quirra, retto da Violante Carroz.
Nelle campagne di Urzulei sono presenti i ruderi di alcuni villaggi, l'esistenza dei quali è segnalata anche dalla toponomastica ed è mantenuta viva nei racconti orali degli abitanti. Il più conosciuto è quello di Mannorri, che si trova tre chilometri a Sud del paese e venne abbandonato alla fine del Settecento (1798). La chiesa di San Basilio era la sua parrocchia, ma il paese aveva anche altre due chiese: Santu Tomeu (San Tommaso) nell'agro, e Sant'Angelo nell'area del vecchio centro urbano.
Un altro villaggio scomparso è Siddie, segnalato nelle carte piemontesi della prima metà del XVIII secolo col nome di Ussirie e ubicato nei pressi della fontana di Orgosecoro, vicino al quale erano le due chiese di Sant'Elena e San Costantino. Di quest'ultima esistono ancora i ruderi a pianta centrale.
Nella valle di Teletotes era un villaggio chiamato Olefani (o Olevani o Olevano), che venne abbandonato nel Medioevo: la sua parrocchia era dedicata a Sant'Aronau, cioè Sant'Aronne, e sono presenti i resti dell'edificio altomedievale.
Un altro paese era Ludine, in località Sedda Achiles e la sua parrocchia era dedicata a San Giuseppe, della quale esistono ancora i ruderi.
Urzulei ha diviso con Baunei le terre del paese di Eltili, scomparso stando al Zucca in un arco di tempo che va dal 1504 al 1527.

### Simboli
Lo stemma e il gonfalone del comune di Urzulei sono stati concessi con decreto del presidente della Repubblica del 12 ottobre 1987.
Il gonfalone è un drappo partito di azzurro e di bianco.

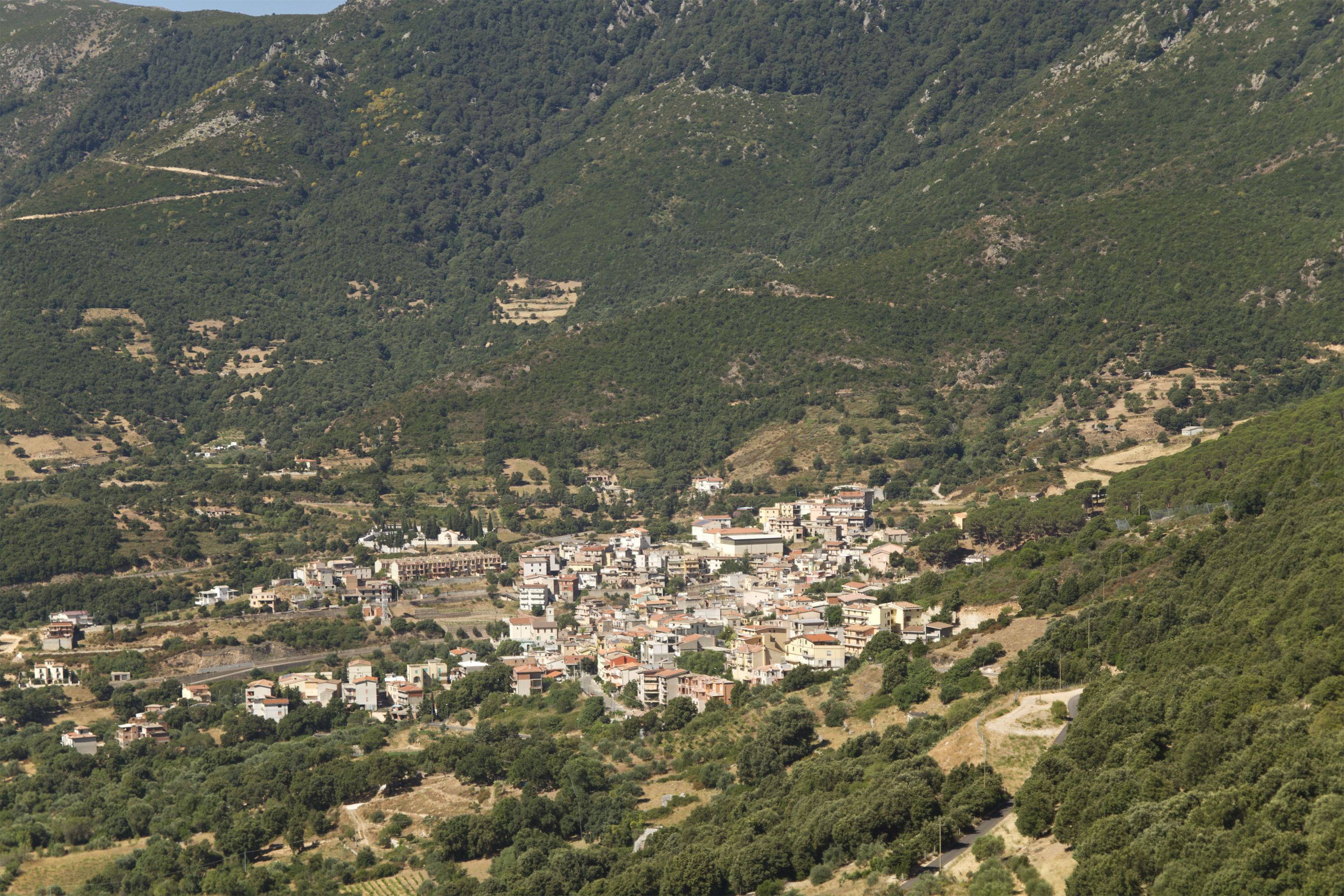
Vista del paese

## Monumenti e luoghi d'interesse

### Siti archeologici
- Nuraghe Perdeballa
- Gola di Gorropu
- Codula Ilune
- Tombe Su Campu ‘e Sa Carcara
- Campu Oddeu
- Villaggio nuragico Or Murales
- Tombe dei Giganti (S'Arena)

Numerose sono le testimonianze archeologiche presenti sul territorio di Urzulei, che dimostrano una presenza antropica costante dall'epoca nuragica ad oggi.
Tra queste si segnalano in particolare i siti affiorati nel Supramonte. Sono presenti due tombe dei giganti (in località S'Arena), sepolture composte da un corpo tombale rivolto ad est, culminanti in un'esedra. Edificate ad una quota di 1035 metri, hanno lunghezza rispettivamente di circa quindici metri e mezzo (quella più a nord), e di tredici metri e mezzo. Le sepolture sono state costruite in tempi diversi e sono realizzate in massi di calcare locale, con presenza occasionale di granito. Entrambe le tombe si conservano in verticale per tre filari, e la pavimentazione delle camere funerarie è in buono stato di conservazione.
A circa 300 metri di distanza sono i resti del nuraghe Perdeballa, edificato a 1030 metri di altitudine. Si trattava di un nuraghe complesso che rientra nella tipologia dei nuraghi di tipo misto, composto da alcuni ambienti costruiti a corridoio, ed altri con copertura a tholos. 

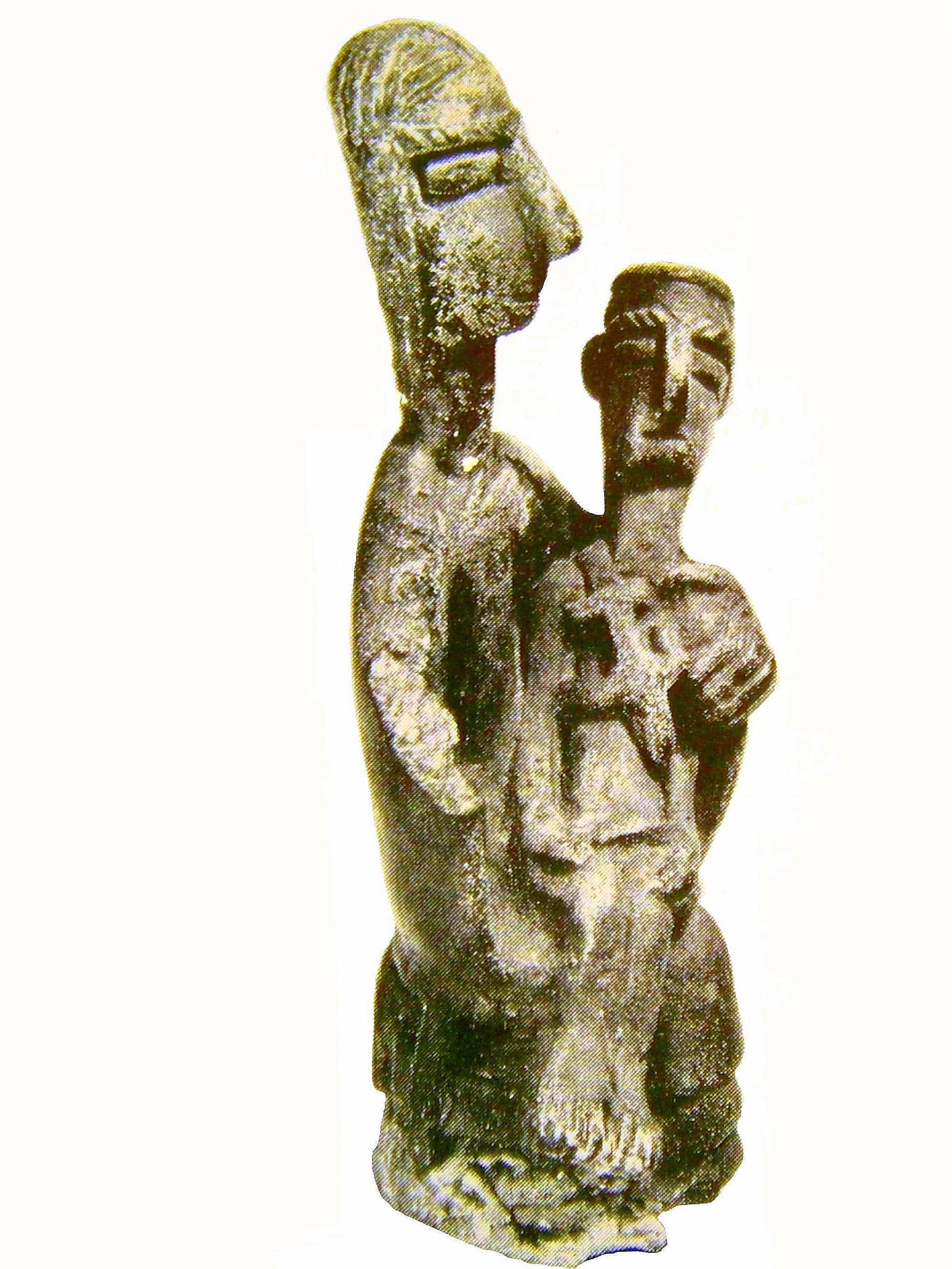
Il bronzetto La madre dell'ucciso, rinvenuto in località Sa Domu 'e s'Orcu a Urzulei.

Presso la grotta di Sa Domu 'e s'Orcu sono stati rinvenuti manufatti di eccezionale valore, tra cui il famoso bronzetto nuragico denominato La madre dell'ucciso, attualmente conservato al Museo archeologico nazionale di Cagliari. Nella stessa grotta furono rinvenuti altri tre bronzetti attualmente conservati a Cagliari. La presenza di un tale numero di manufatti di tale qualità nello stesso luogo ha dato luogo ad ipotesi secondo cui la grotta ospitava un centro di lavorazione del bronzo.

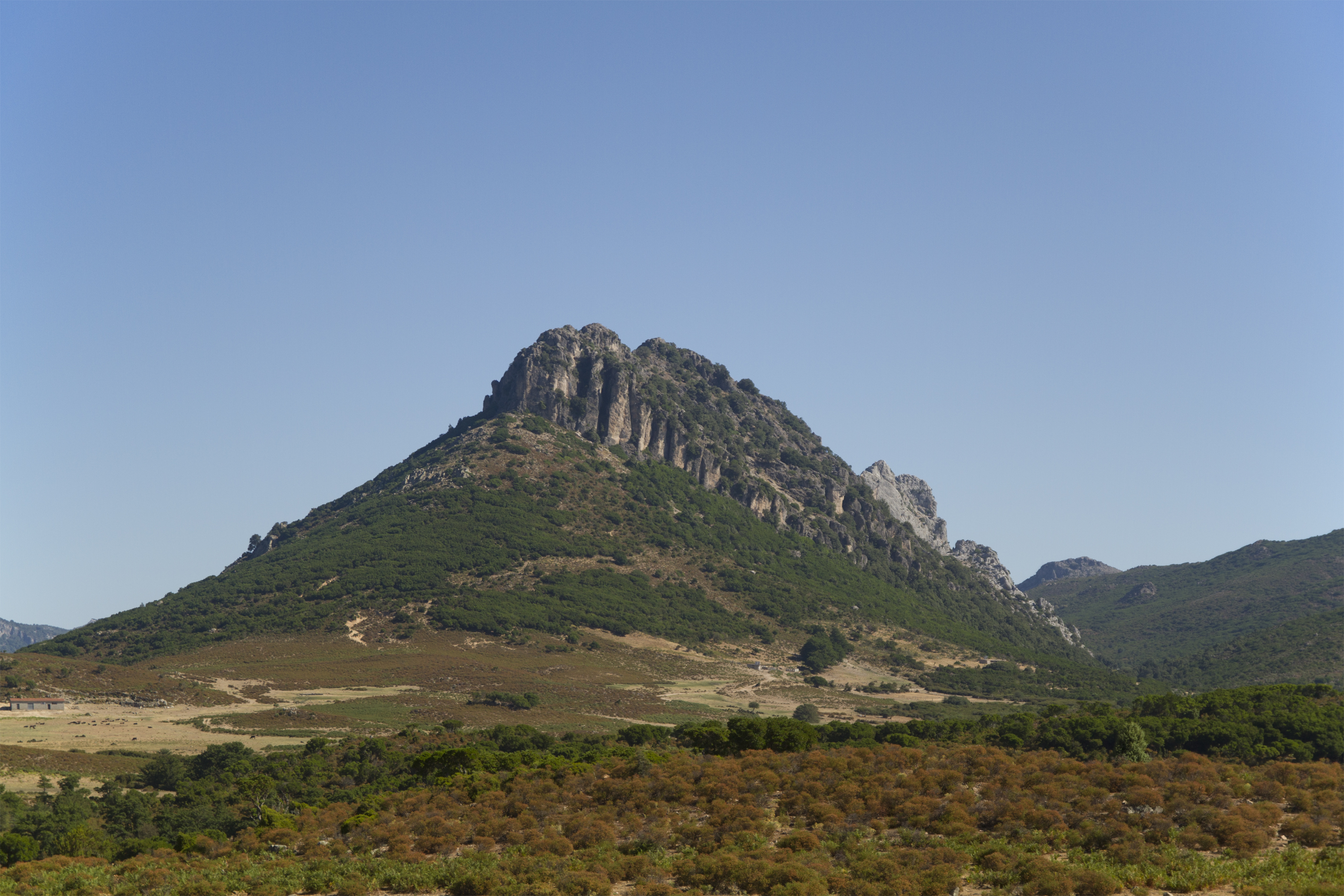
Monte Oseli

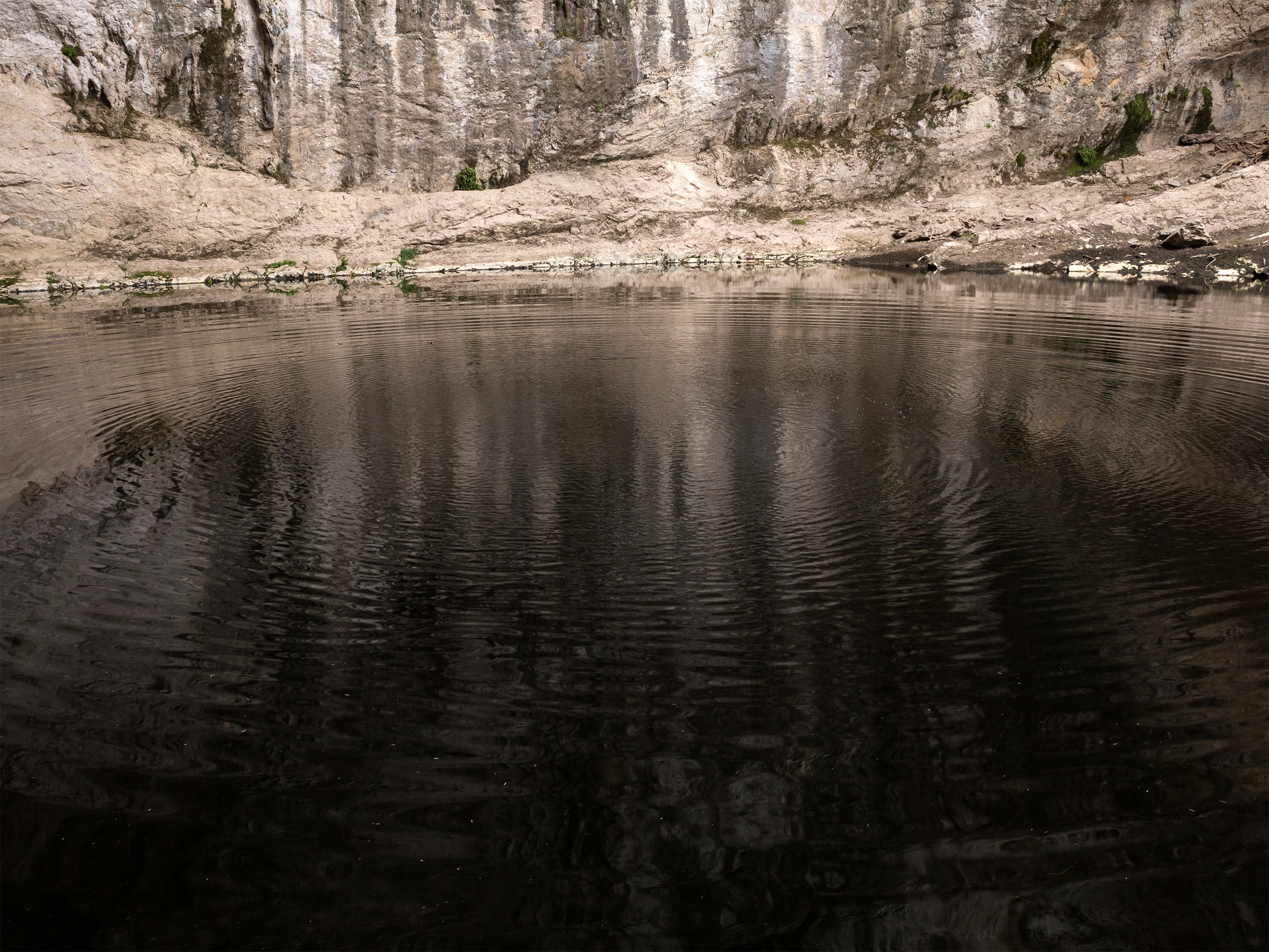
Pischina Gurtaddala

### Luoghi d'interesse naturalistico
- Supramonte
- Gola di Gorropu
- Codula Ilune
- Oasi faunistica Sa Portiscra
- Monte Ghruthas

## Società

### Evoluzione demografica
Abitanti censiti

### Lingue e dialetti

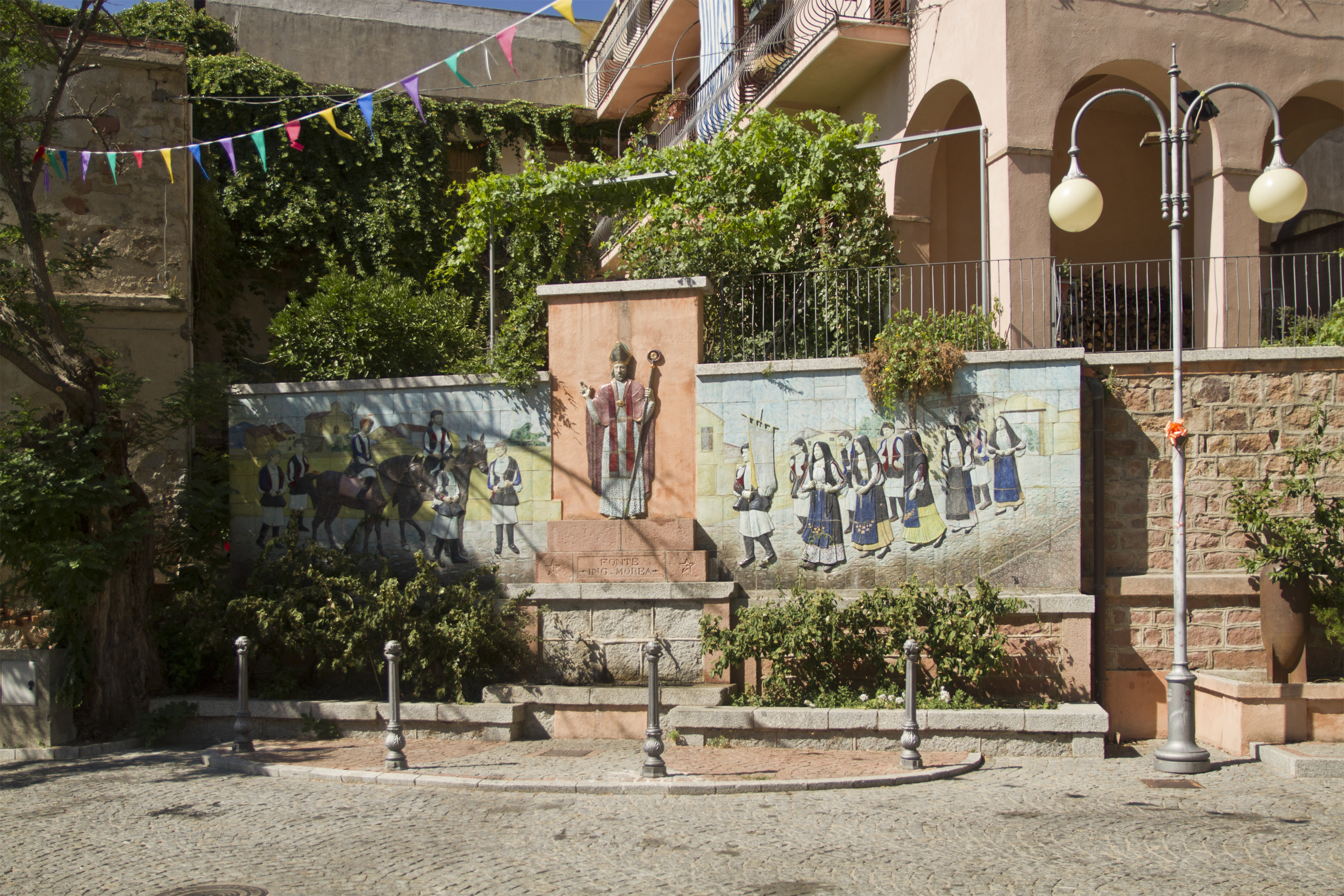
Funtana 'eccia

Vi si parla un dialetto molto influenzato dal barbaricino, riconducibile alla Limba de mesania, con la presenza dell'aspirazione della consonante "c"(particolarità unica dei paesi di Urzulei e Dorgali), cosa non molto diversa dal cosiddetto "colpo di glottide" caratteristico della Barbagia di Ollolai.

## Cultura

### Musei
- Museo Andalas De Memoria

### Campionato di Murra Sarda
Ad Urzulei si svolge ogni estate un campionato di morra molto famoso, a cui partecipano numerose comitive provenienti da tutta l'isola ma anche da altre parti di Italia e Europa dove il gioco della Murra è diffuso (Corsica, Catalogna, Francia, Paesi Baschi, Trentino-Alto Adige, Valle d'Aosta). Nel 2011 ha partecipato a questa manifestazione anche il robot Gavino 2.0, ideato dall'Università di Cagliari e che utilizza rapidamente i calcoli matematici per poter sconfiggere l'avversario.

### Cucina
Urzulei è famoso per la produzione di alcuni prodotti alimentari.
Donne e uomini di Urzulei, noti per la loro maestria nella lavorazione delle carni, possono vantare la produzione di uno dei prosciutti migliori di tutto il Mediterraneo e non solo.
Il prosciutto di Urzulei è considerato un prodotto eccelso unico, grazie alle ottime carni dei suini allevati nei boschi del paese e alla profonda esperienza degli allevatori e dei maestri macellai e salumieri. 
Caratteristici sono i culurgiones, simil ravioli di pasta ripiena con patate e formaggio, e i macarrones imboddiaos, pasta lunga con formaggio filante ovino e/o caprino, ma altresì da menzionare è il tipico pane artigianale, il piggiolu, da piggiu, sfoglia, di cui esiste sia la versione "arrida" (tipico pane carasau) che "modde" (focacce tonde e morbide fatte con l'aggiunta di olio o strutto all'impasto). Altri prodotti sono il formaggio caprino e ovino, la frue, prodotti simbolo del territorio.
Un prodotto di nicchia è il famoso "Caggiu 'e Crabittu" (caglio di capretto). Si tratta dell'abomaso dei capretti in lattazione, lavato e farcito di latte che a contatto con le pellette all'interno dello stomaco si coagula come una crema, diventando spalmabile. Dopo di che lo stomaco viene affumicato e lasciato stagionare alcune settimane, periodo nel quale diventa molto piccante.
A Urzulei si confezionava il pane di ghiande,"lande cottu", ricco d'argilla e perciò utile nelle diete prive di sali minerali.

### Speleologia
Urzulei è considerata la capitale sarda della speleologia. Dal 2009 è meta di annuali raduni speleologici che attirano addetti ai lavori da tutto il mondo.

## Infrastrutture e trasporti

### Viabilità

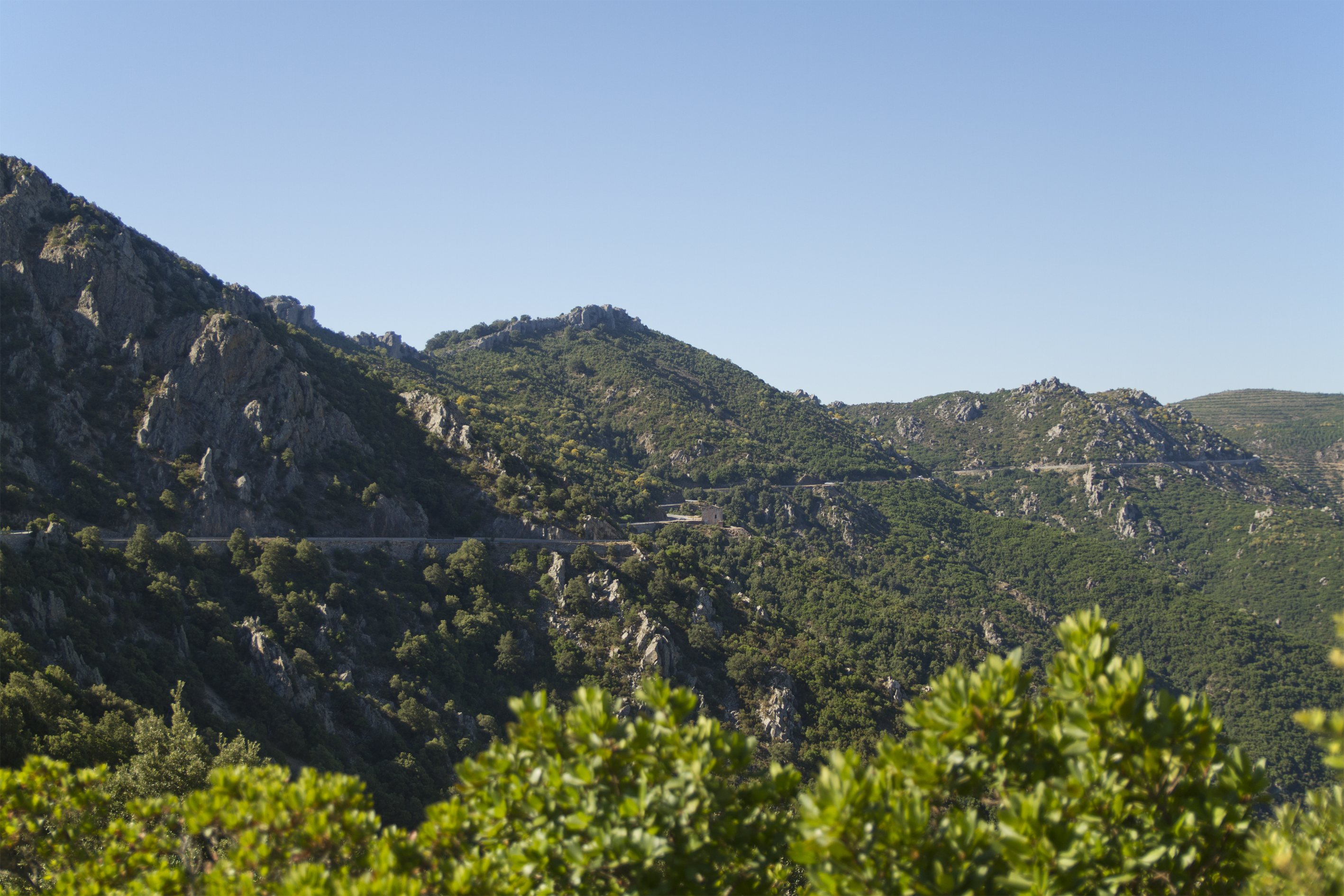
SS125 Orientale Sarda

Per accedere ad Urzulei, si deve percorrere la SS125, l'unica strada che si snoda nella zona orientale dell'Ogliastra.

## Amministrazione
| Periodo         | Periodo         | Primo cittadino           | Partito                                   | Carica  | Note   |
| --------------- | --------------- | ------------------------- | ----------------------------------------- | ------- | ------ |
| 23 aprile 1995  | 16 aprile 2000  | Francesco Pasquale Murgia | liste civiche di centro-sinistra          | Sindaco | [ 14 ] |
| 16 aprile 2000  | 8 maggio 2005   | Giuseppe Mesina           | lista civica                              | Sindaco | [ 15 ] |
| 8 maggio 2005   | 30 maggio 2010  | Giuseppe Mesina           | lista civica                              | Sindaco | [ 16 ] |
| 30 maggio 2010  | 31 maggio 2015  | Gian Paola Murru          | lista civica "Po Orthullè"                | Sindaco | [ 17 ] |
| 31 maggio 2015  | 26 ottobre 2020 | Ennio Arba                | lista civica "Urzulei che Vorrei"         | Sindaco | [ 18 ] |
| 26 ottobre 2020 | in carica       | Ennio Arba                | lista civica "Sichimus paris po Orthullè" | Sindaco | [ 19 ] |